# Коропський Бір (заповідне урочище)
Ко́ропський Бір — заповідне урочище в Україні. Розташоване в межах Коропського району Чернігівської області, на північний схід від смт Короп. 
Площа 416 га. Статус присвоєно згідно з рішенням Чернігівського облвиконкому від 29.07.1975 року № 319; від 27.12.1984 року № 454; від 28.08.1989 року № 164; від 31.07.1991 року № 159. Перебуває у віданні ДП «Борзнянське лісове господарство» (Коропське л-во, кв. 7-13). 
Статус присвоєно для збереження лісового масиву з високопродуктивними насадженнями сосни. У домішку — береза. 